# Comté d'Ouray
Le comté d'Ouray est un comté du Colorado. Son siège est Ouray. L'autre municipalité du comté est Ridgway.
Le comté est créé en 1877. D'abord appelé Uncompahgre, le comté est renommé trois jours plus tard en l'honneur du chef ute Ouray .

## Démographie
| 1880  | 1890  | 1900  | 1910  | 1920  | 1930  |
| ----- | ----- | ----- | ----- | ----- | ----- |
| 2 669 | 6 510 | 4 731 | 3 514 | 2 620 | 1 784 |

| 1940  | 1950  | 1960  | 1970  | 1980  | 1990  |
| ----- | ----- | ----- | ----- | ----- | ----- |
| 2 089 | 2 103 | 1 601 | 1 546 | 1 925 | 2 295 |

| 2000  | 2010  | - | - | - | - |
| ----- | ----- | - | - | - | - |
| 3 742 | 4 436 | - | - | - | - |

## Photos

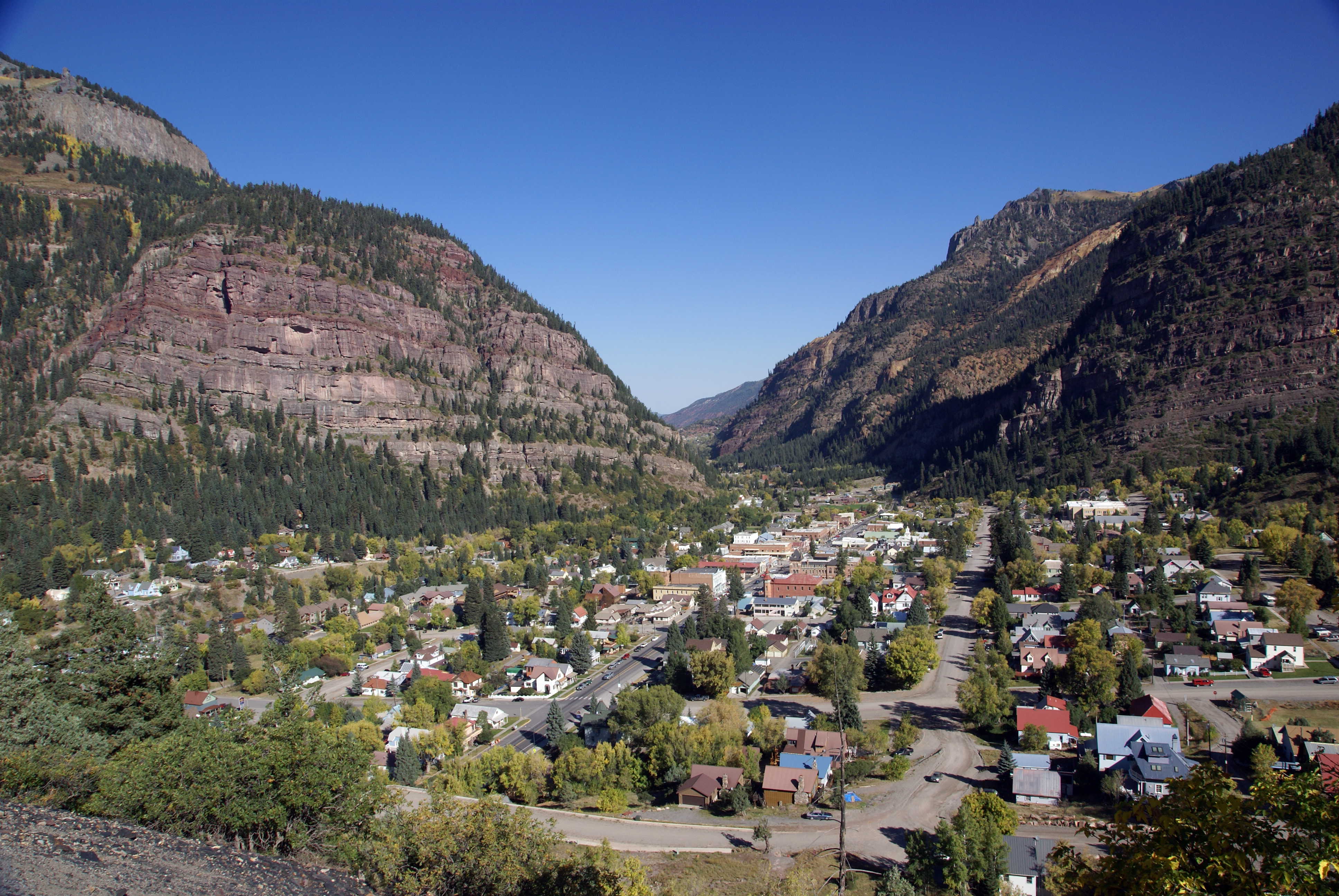
Ouray.
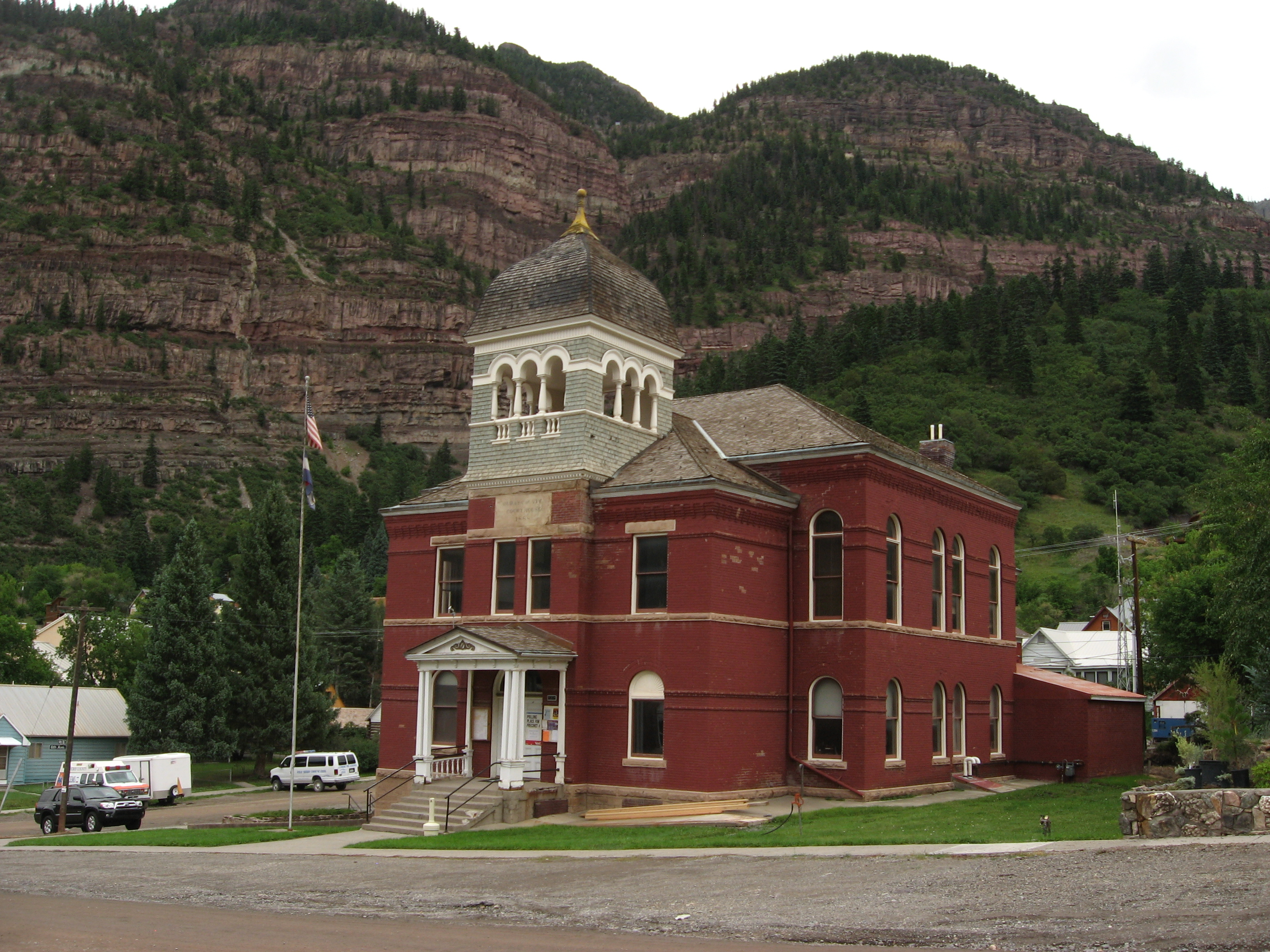
Le tribunal du comté, à Ouray.
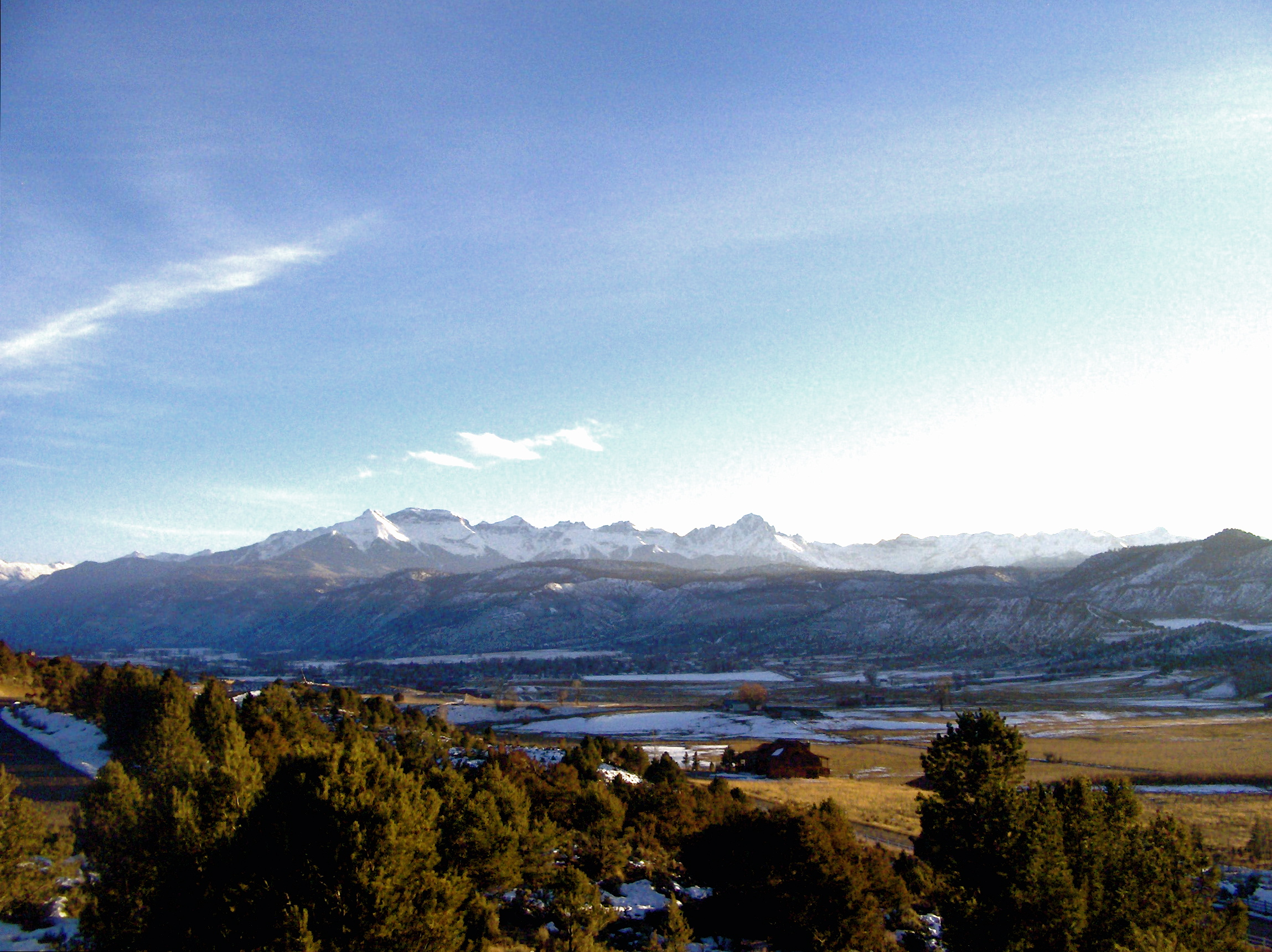
Ridgway.
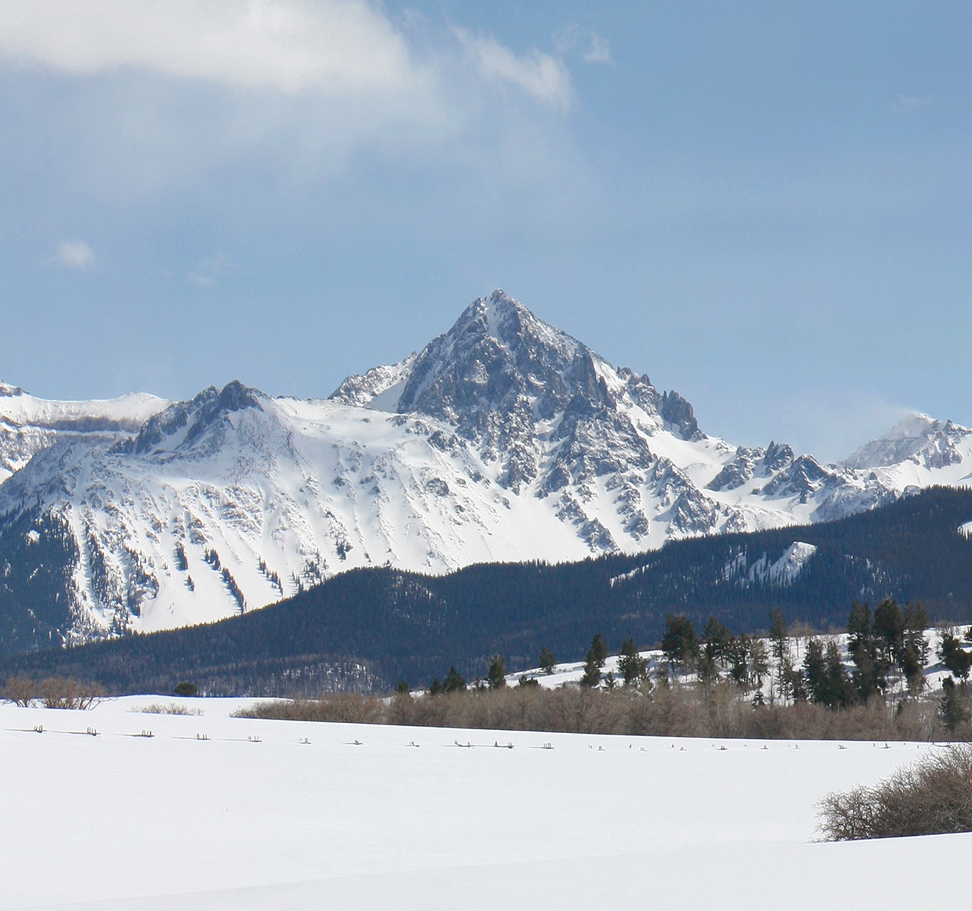
Le mont Sneffels 4 265 m.
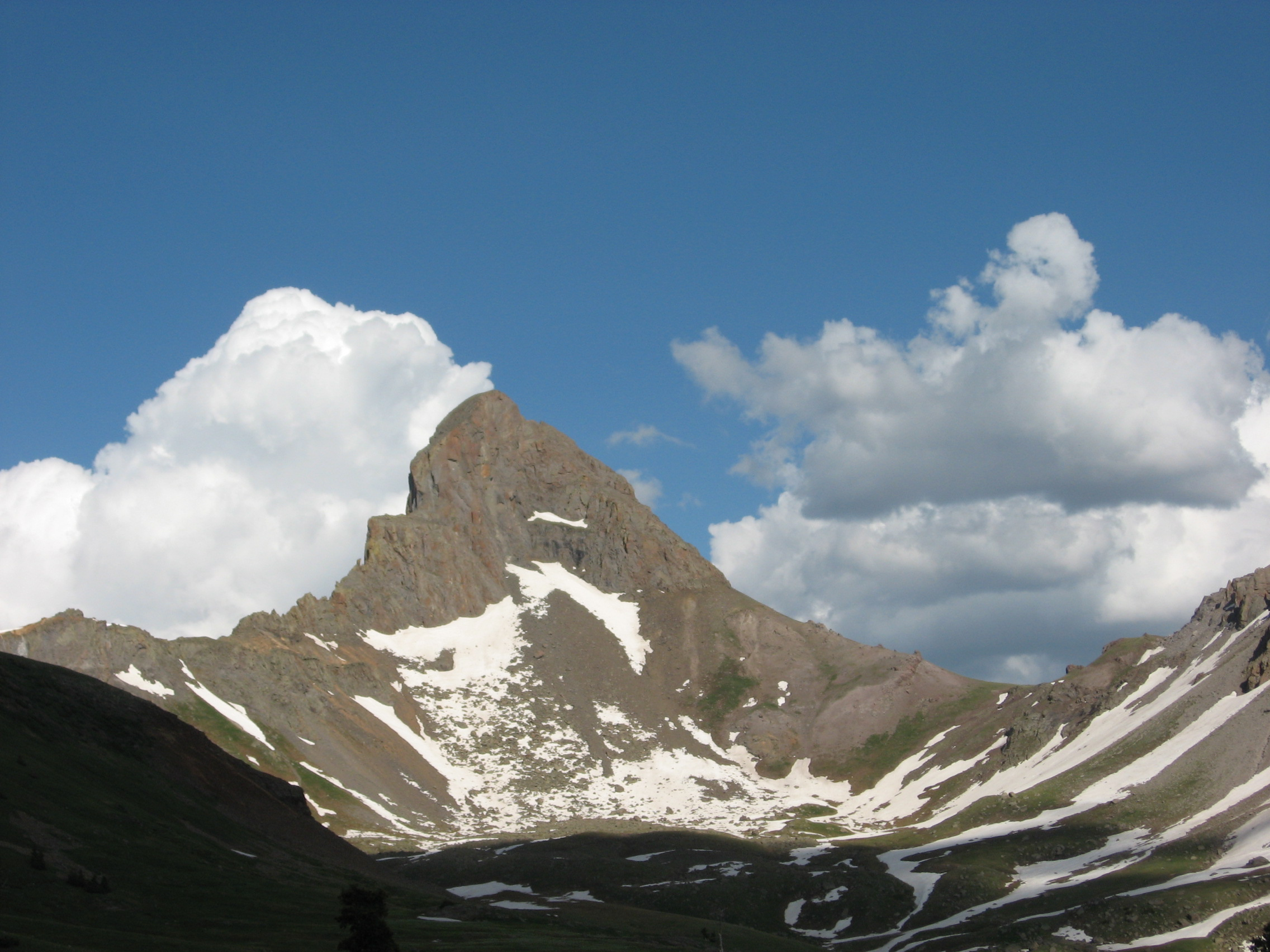
Le pic Wetterhorn 4 247 m.
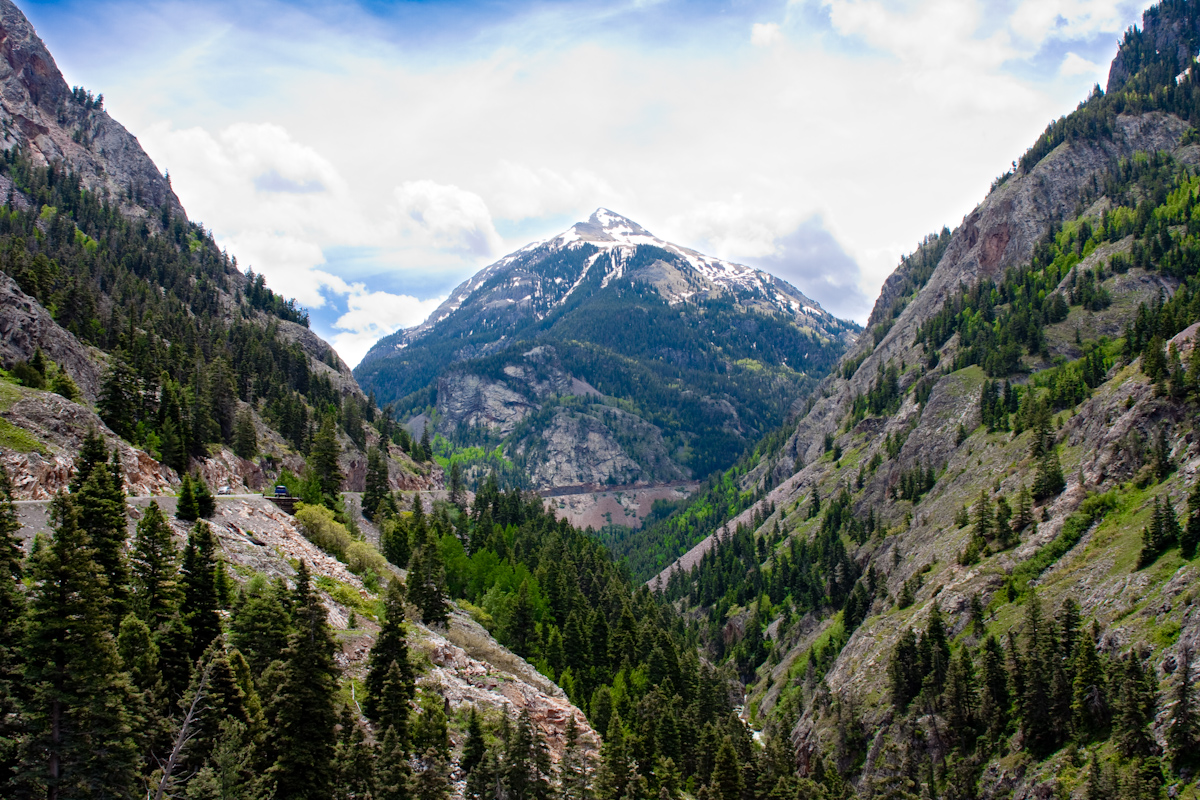
Le col Red Mountain.